# Aloe craibii
Aloe craibii är en grästrädsväxtart som beskrevs av Gideon F.Sm. Aloe craibii ingår i släktet Aloe och familjen grästrädsväxter.
Artens utbredningsområde är Mpumalanga. Inga underarter finns listade i Catalogue of Life.